# Artabanos IV.

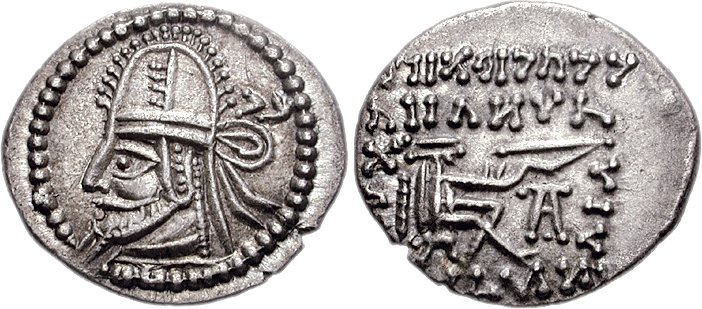
Münze des Artabanos IV.

Artabanos IV. (persisch اردوان Ardawān [ærdæˈvɔːn]; † 28. April 224) aus dem Hause der Arsakiden war der letzte Großkönig des Partherreichs von 213 bis 224 n. Chr. In der älteren und vereinzelt auch noch in der neueren Forschung wird er auch als Artabanos V. bezeichnet, da Arsakes II. dort fälschlich als Artabanos I. angesehen wird.
Artabanos war der jüngere Bruder von Vologaeses VI. und wohl zunächst nur Herrscher von Medien. Im Jahr 213 rebellierte er aber gegen seinen Bruder und besetzte 215 Susa. Aus diesem Jahr ist eine Stele von dort erhalten, die ihn bei der Amtseinsetzung eines Satrapen Xvaschak zeigt.
216 forderte der römische Kaiser Caracalla eine Tochter des Artabanos, der sich inzwischen im Machtkampf mit seinem Bruder durchgesetzt zu haben schien, als Ehefrau, was Artabanos jedoch ablehnte. Dies nutzte Caracalla als Kriegsgrund und fiel mit einem Heer in Mesopotamien ein. Artabanos IV. konnte einer Entscheidungsschlacht in diesem Partherkrieg zunächst ausweichen und nach dem Tod Caracallas 217 gegen die Römer in Mesopotamien vorgehen und sie schlagen. Der neue Kaiser Macrinus musste 218 Frieden schließen, sodass die Westgrenze Parthiens vorerst gesichert war. Einige Zeit darauf kam es jedoch zu einer Rebellion der Sassaniden in der Persis.
Artabanos IV. wurde am 28. April 224 vom Anführer der Rebellion Ardaschir I. besiegt und getötet. Mit seinem Tod endete die Herrschaft der Parther. Vologaeses VI. scheint sich noch einige Jahre gehalten zu haben, bevor er ebenfalls besiegt wurde. Das arsakidische Herrschergeschlecht konnte sich aber in Armenien halten, während die Sassaniden den Rest des Partherreiches eroberten, dessen Gebiet sie bis 642/651 beherrschen sollten.